# Onet.pl
Onet.pl – polskojęzyczny portal internetowy założony w 1996 przez spółkę Optimus. Od 2012 jedynym właścicielem Onetu jest Grupa Ringier Axel Springer Polska należąca do Ringier Axel Springer Media.
Portal jest najczęściej cytowanym medium w Polsce, uznawany także za jedną z najsilniejszych polskich marek. Od 2016 redaktorem naczelnym portalu (wcześniej: dyrektorem programowym) jest Bartosz Węglarczyk.

## Historia

### 1995: Przed portalem

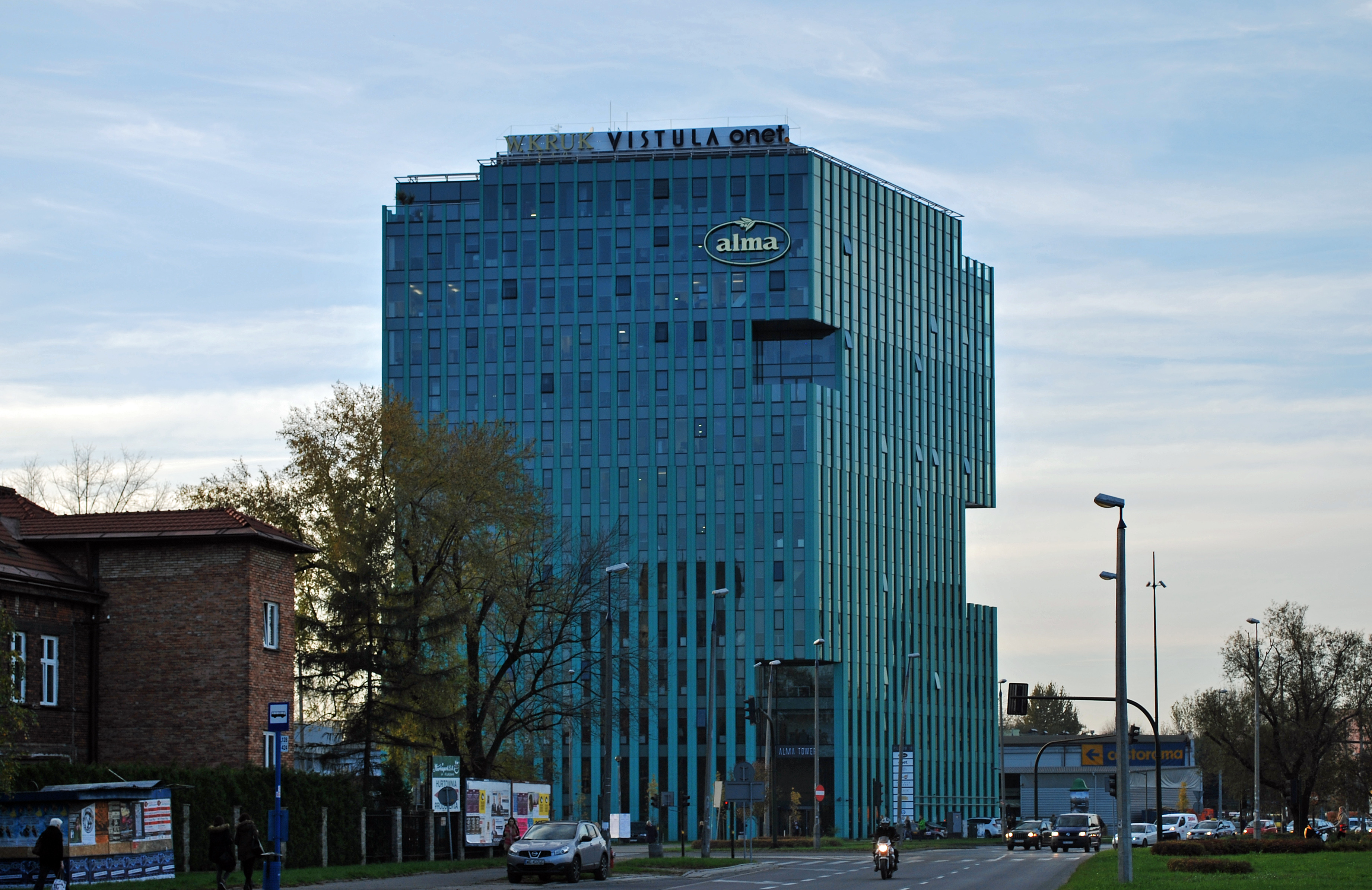
Biurowiec Pilot Tower
przy ul. Pilotów 10 w Krakowie –
dawna siedziba Grupy Onet.pl SA (obecnie Ringier Axel Springer Polska)

Ryszard Garnczarski dołączył do zespołu Optimus SA w 1995 roku, obejmując stanowisko wiceszefa oddziału w Krakowie, którego kierownikiem był Leszek Kotula. Oddział ten miał skoncentrować się na telekomunikacji i brać udział w przetargu na koncesję GSM, w którym rywalizowały firmy Era i Plus. Ostatecznie jednak zrezygnowano z tej inicjatywy. W 1995 lub 1996 Roman Kluska, założyciel Optimus SA, spotkał się z Robertem Konstantym, ówczesnym członkiem zarządu. W trakcie tej rozmowy Kluska został przekonany o przyszłości Internetu, co skłoniło go do inwestycji w ten sektor. Spółka zaczęła funkcjonować na trzy miesiące przed uruchomieniem serwisu Optimus Net.

### 1996: Start
Strona została uruchomiona 2 czerwca 1996. Portal początkowo nosił nazwę OptimusNet, jednakże wtedy trudno nazywać go było portalem, był raczej katalogiem stron www. Głównym celem było katalogowanie polskich stron internetowych. Domena Onet.pl pojawiła się z inicjatywy administratora Zbigniewa Zycha (obecnie TVN) jako skrót domeny OptimusNet w 1997. W tym samym roku portal zaczął nabierać charakteru informacyjnego.

### 2001–2006: ITI
W połowie 2001 Onet.pl został zakupiony przez ITI Holding. 28 lutego 2006 spółka Grupa Onet.pl SA połączyła się z Onet.pl SA. Połączenie nastąpiło przez przejęcie całego majątku spółki Onet.pl SA przez spółkę Grupa Onet.pl SA. 30 maja 2006 roku Grupa Onet.pl SA została odkupiona przez TVN SA od Grupy ITI. 3 listopada 2006 roku spółka została wycofana z obrotu giełdowego.

### 2003–2014: Witryny tygodników
W latach 2003–2014 w ramach portalu Onet.pl działała oficjalna witryna internetowa „Tygodnika Powszechnego”. We wrześniu 2013 do infrastruktury portalu Onet.pl włączono serwis internetowy tygodnika „Newsweek Polska”, którego głównym udziałowcem jest również koncern Ringier Axel Springer Polska.

### 2008: Nowy onet.pl
18 kwietnia 2008 na portalu Onet.pl zadebiutowała wersja beta nowej strony głównej, dostępna pod adresem beta.onet.pl. Nowa odsłona odróżniała się od wcześniejszych wersji dzięki zastosowaniu XHTML jako jednego z głównych języków opisu strony WWW. Użytkownicy mieli możliwość personalizacji portalu, dodając i usuwając gadżety, które można było ustawiać według własnych preferencji. Po zakończeniu testów beta, nowa wersja stała się domyślną stroną Onetu.

### 2012

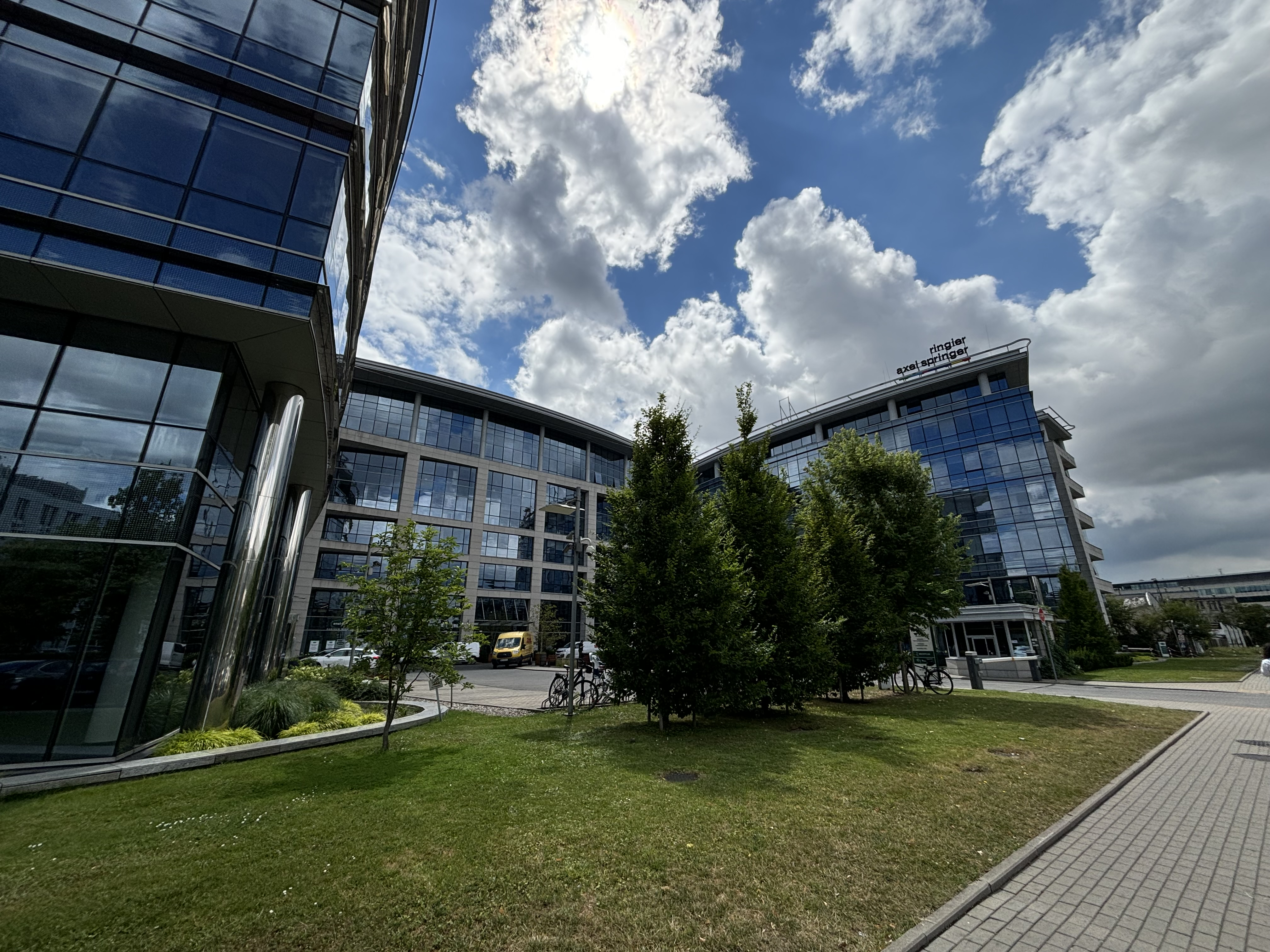
Siedziba Onet w Warszawie znajduje się w budynku Ringier Axel Springer Polska przy ulicy Domaniewskiej 49

#### Ringier Axel Springer
W 2012 Grupa ITI zdecydowała o sprzedaży 75,98% akcji (komunikat giełdowy) niemiecko-szwajcarskiemu koncernowi medialnemu Ringier Axel Springer Polska za 968,75 mln zł. Onetu został wyceniony na ok. 1,275 mld PLN.

#### Połączenie z Eurosport.pl
27 sierpnia 2012 sport.onet.pl połączył się z serwisem internetowym eurosport.pl, zarządzanym przez Eurosport Polska. Nowa domena to eurosport.onet.pl.

### 2016
Onet-RASP jako pierwsza grupa mediowa w Polsce zaprezentowała nową ramówkę własnych programów wideo, dostępnych wyłącznie w Internecie, co stanowiło ważny krok w rozwoju platformy jako nowoczesnego medium cyfrowego.

### 2017

#### Wykup udziałów
26 kwietnia 2017 koncern Ringier Axel Springer Media wykupił od Grupy TVN pozostałe 25% udziałów w Grupie Onet.pl.

#### Nowe logo Onetu
W wyniku przejęcia 1 marca 2017 powstało nowe logo Onetu, z powiększonym motywem żółtej kropki, symbolizującej reflektor rzucający światło na istotne treści. Onet skoncentrował się na dostarczaniu bieżących informacji w obliczu rosnącej liczby dezinformacyjnych treści w Internecie.

#### Aplikacja mobilna Onet
Aplikacja mobilna Onet, wprowadzona w 2016 z funkcją głosową, zdobyła nagrodę INMA Global Media Award 2017 za innowacyjne wykorzystanie mobilnych technologii. Dzięki tej funkcji użytkownicy mogą słuchać artykułów, co zwiększa dostępność treści w codziennym użytkowaniu.

### 2018
Wszystkie spółki należące do Grupy Onet-RAS Polska połączyły się w jedną firmę pod nazwą Ringier Axel Springer Polska.

### 2019
RAS Polska przenosi się do nowej siedziby w Warszawie (zaprojektowanej z myślą o przyjazności dla środowiska).

### 2021: Media bez wyboru
10 lutego 2021 Onet wziął udział w akcji Media bez wyboru, która polegała na powstrzymaniu się od aktywności (publikowania informacji oraz reklam, wyłączeniu nadawania) w proteście przeciw zapowiadanemu przez rząd projektowi wprowadzenia podatku od reklam.

### 2022: Onet Premium i Onet Audio
W 2022 uruchomiono nową usługę Onet Premium, która oferuje subskrybentom nielimitowany dostęp do artykułów, podcastów oraz programów wideo od wybranych wydawców. Wraz z tą usługą wprowadzono również Onet Audio, aplikację umożliwiającą słuchanie podcastów i artykułów w formie audio.

### 2023: Onet Watch
W 2023 wprowadzono Onet Watch, nową platformę wideo, która umożliwia użytkownikom oglądanie różnorodnych treści wideo, w tym programów informacyjnych, dokumentów i materiałów rozrywkowych.

### 2025: Onet Czat AI i funkcje AI w portalu
W styczniu 2025 wydawca Onetu poinformował o wprowadzeniu szeregu funkcji wykorzystujących możliwości sztucznej inteligencji: Onet Chat AI (wirtualny asystent, dostępny na stronie głównej Onetu, który odpowiada na zadane pytania), Skróć artykuł z AI (funkcja skracająca artykuł opublikowany w Onecie do najważniejszych informacji) i Podsumuj dzień z AI (funkcja generująca skrót z informacją na temat najważniejszych wydarzeń danego dnia). Możliwości zaoferowane przez portal są wynikiem strategicznej współpracy zawartej z OpenAI przez koncern medialny Axel Springer.

## Redakcja

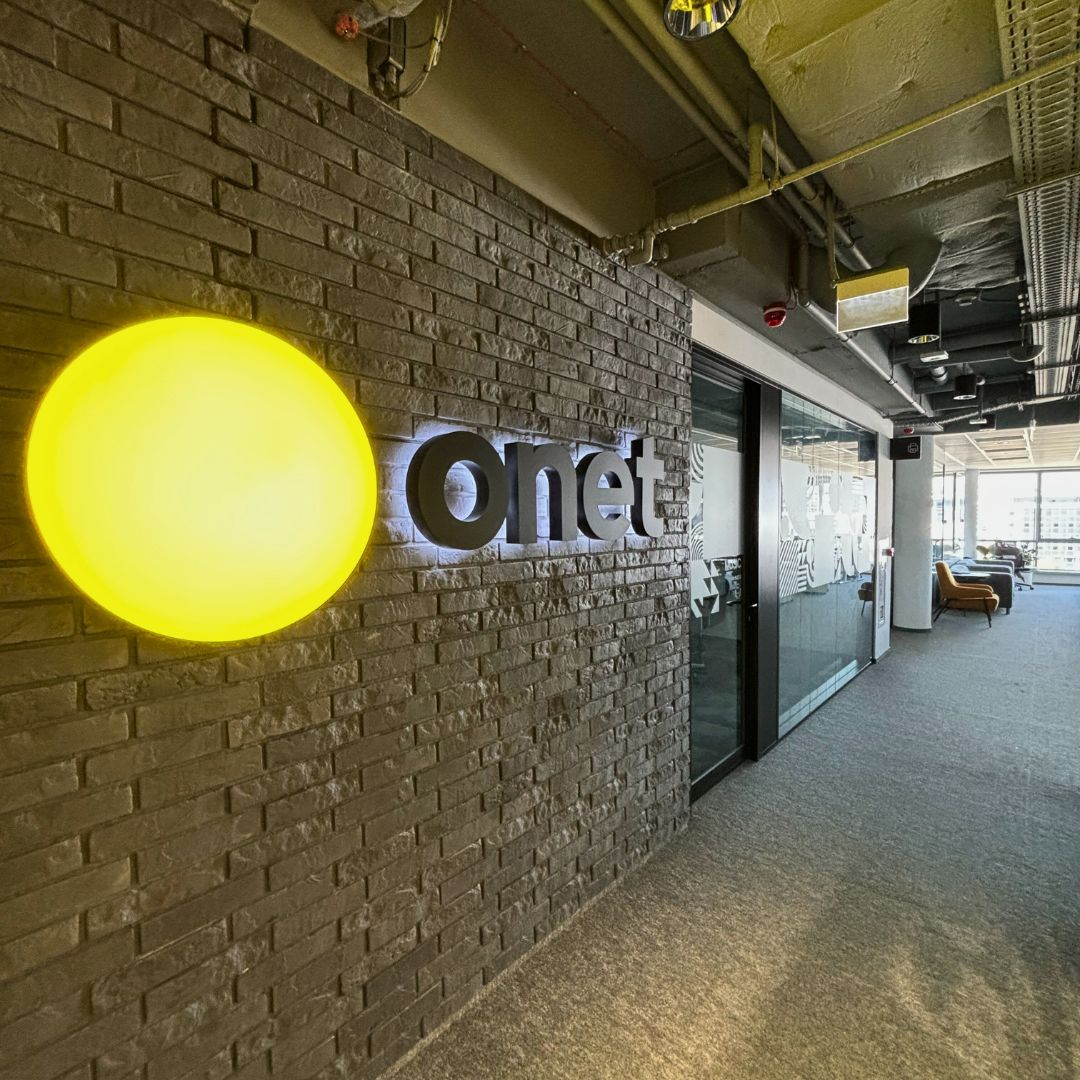
Wnętrze siedziby Onet w Warszawie

- Bartosz Węglarczyk (od 2016) – dyrektor programowy, a następnie redaktor naczelny Onetu[8]
- Paweł Ławiński (od 2016) – zastępca dyrektora programowego, a następnie zastępca i pierwszy zastępca redaktora naczelnego Onetu[36][37][38]
- Andrzej Stankiewicz (od 2016) – zastępca redaktora naczelnego Onetu ds. informacji[36][37][39]
- Krzysztof Majak (od października 2023) – zastępca redaktora naczelnego Onetu, wcześniej szef strony głównej Onetu[40][41]

## Działy i serwisy

### Platformy Onet
- Program TV Onet – sekcja dostępna na Onecie, która umożliwia użytkownikom sprawdzenie aktualnego programu telewizyjnego dla wielu kanałów dostępnych w Polsce[42].
- Poczta Onet – poczta wykorzystująca Mailer Daemon
- Video Onet – serwis internetowy należący do portalu Onet, który umożliwia użytkownikom dostęp do szerokiej gamy materiałów wideo z różnych kategorii. Znajdują się tam zarówno treści informacyjne, jak i rozrywkowe. Dawniej znany jako onet.tv, platforma telewizyjna Onetu[43][44][45].
- Zapytaj Onet – serwis społecznościowy typu Q&A (Questions & Answers) z pytaniami i odpowiedziami, służący do wzajemnej pomocy i wymiany wiedzy między zarejestrowanymi użytkownikami[46][47][48][49].
- Onet Audio – to aplikacja, która jest częścią Onet Premium. Zawiera podcasty, artykuły do słuchania i popularne programy Onetu w wersji audio[50][51].
- Onet Premium – to usługa zapewniająca subskrybentom nielimitowany dostęp do artykułów, podcastów oraz programów wideo od wyselekcjonowanych polskich i zagranicznych wydawców[29][30][31][52].
- Onet Watch – udostępnia materiały z oferty autorskich programów Onetu, jak również od zewnętrznych twórców i partnerów w formie krótkich wertykalnych formatów wideo[32].

### Programy Onet
- Onet Rano – od 2016 czołowy i wielokrotnie wyróżniany program wideo. Transmitowany z samochodu, co czyni go pierwszym takim programem w Polsce, którego redakcja wykorzystuje profesjonalne mobilne studio. Od poniedziałku do piątku, o ustalonej porze, prowadzący wraz z gośćmi poruszają bieżące tematy i kwestie społeczne oraz informują o nadchodzących wydarzeniach[53].
- Onet Opinie – program, w którym wiodący dziennikarze, publicyści i specjaliści analizują kluczowe wydarzenia społeczne i polityczne w Polsce na świecie[54][55].
- Wiadomości Onet – kluczowa część portalu Onet, która zapewnia użytkownikom najnowsze informacje zarówno z kraju i ze świata, oraz publicystykę, komentarze i analizy na temat różnych wydarzeń i zagadnień[56].
- Pogoda Onet – internetowy serwis będący częścią Onetu, który oferuje najnowsze prognozy pogodowe dla różnych miejsc w Polsce i na świecie[57].

### Serwisy tematyczne Onet
- Auto Świat – serwis motoryzacyjny, który jest częścią grupy Onet. Oferuje informacje na temat motoryzacji, w tym porady, testy samochodów i aktualności z branży. Serwis jest dostępny zarówno w formie strony internetowej, jak i w ramach pakietu Onet Premium, co umożliwia subskrypcję dodatkowych treści[58][59].
- Przegląd Sportowy Onet – opiniotwórczy serwis sportowy i zarazem najstarszy dziennik sportowy w Polsce, który dostarcza informacje sportowe[60].
- Komputer Świat – serwis technologiczny, który publikuje nowości, porady i opinie o sprzętach, grach i usługach[61][62].
- Business Insider Polska – serwis o profilu biznesowo-finansowym, który dostarcza informacje, opinie, komentarze ekspertów i raporty w zakresie gospodarki, prawa, finansów osobistych i nowych technologii z kraju i ze świata[63][64].

### Serwisy z obszaru Lifestyle
- Onet Kobieta – część portalu w której publikowane są artykuły, porady, wywiady i reportaże, głównie skierowane do żeńskiej publiczności[56][65].
- Onet Facet – część portalu w której publikowane są artykuły, poradniki, felietony i materiały wideo przygotowane z myślą o męskiej grupie odbiorców[66][56].
- Onet Kultura – serwis oferujący szczegółowe spojrzenie na świat sztuki, literatury, muzyki, filmu, teatru i seriali. Redakcja stawia na autorskie podejście do analizy polskiej i zagranicznej popkultury. W serwisie regularnie pojawiają się rekomendacje dotyczące najciekawszych produkcji, wystaw i premier[56].
- Onet Podróże – serwis specjalizująca się w tematyce turystyki i podróży. Serwis oferuje wiadomości z kraju i ze świata oraz inspiracje dotyczące wyjazdów wypoczynkowych[67][56].
- Onet Gotowanie – część portalu Onet, który oferuje treści kulinarne, w tym przepisy, porady dotyczące gotowania, zdrowego odżywiania i diety, jak też artykuły na temat sprzętu kuchennego[56].
- Onet Magia – serwis zawierający artykuły dotyczące horoskopów, senników, biorytmu, chiromancji i gier magicznych oraz innych treści związanych z ezoteryką i mistyką[56].
- Plejada – serwis informacyjno-rozrywkowy będący częścią portalu Onet, w pełni poświęcony celebrytom i wydarzeniom ze świata rozrywki. Jeden z najpopularniejszych polskich serwisów show-biznesowych. Redakcja tworzy artykuły i materiały wideo o szeroko pojętej popkulturze[68].
- mOnet (OnetLajt) – serwis stworzony dla użytkowników korzystających z telefonów komórkowych i urządzeń mobilnych, uruchomiony w październiku 2006 pod adresem lajt.onet.pl[69][70]. W marcu 2009 portal przeszedł odświeżenie, wprowadzając nowe kategorie i opcje personalizacji[71]. W 2012 adres serwisu został zmieniony na m.onet.pl, co stanowiło istotny krok w dostosowywaniu portalu do nowoczesnych urządzeń mobilnych[72].

### Inne
- sympatia.pl[73]
- Encyklopedia WIEM[74]
- noizz.pl[75][76]

### Niedziałające
- blog.onet.pl[77][78]
- czat.onet.pl[79]
- Zumi[80]
- nk.pl[81][82]

### Sprzedane
- vod.pl – największy w 2019[83] polski serwis z filmami na życzenie wchodzący w skład Ringier Axel Springer uruchomiony 21 września 2012[84]. Vod.pl dostępne jest na urządzeniach z systemem Android (system operacyjny) oraz IOS, a także telewizorach. W październiku 2022 wydawca serwisu podjął decyzję o jego zamknięciu w grudniu 2022[85], a 14 lutego 2023 serwis vod.pl został sprzedany grupie medialnej TVN Warner Bros. Discovery należącej do amerykańskiego koncernu Warner Bros. Discovery[86]. Jednocześnie poprzedni właściciel serwisu, Ringer Axel Springer, został partnerem strategicznym serwisu w zakresie jego promocji i budowania zasięgów w internecie[87]. 31 stycznia 2024 serwis VOD.pl zakończył działalność i został połączony z serwisem internetowym Player.pl[88].

## Pozycja rynkowa
Onet zdobył uznanie jako najsilniejsza marka wśród portali internetowych w XVI edycji badania Top Marka, przeprowadzonego w 2024 przez magazyn „Press” i PSMM Monitoring & More. W raportach Reuters Institute Digital News Report z lat 2023 i 2024 został wskazany jako lider zaufania wśród polskich mediów internetowych. W 2024 Instytut Monitorowania Mediów uznał Onet za najbardziej opiniotwórcze medium dekady w Polsce. Dodatkowo, w 2020 Onet został uznany za najpopularniejsze medium w Polsce w kategorii informacji i publicystyki, a w lipcu 2024 zajął 18. miejsce wśród portali informacyjnych na świecie w rankingu Similar Web "Most Visited News & Media Publishers Websites Ranking Analysis".

## Nagrody

### 2023
- Superbrands Polska: Marka Onet została uhonorowana tytułem Superbrands Polska[101].
- Nagroda Publiczności w konkursie Podcast Roku 2023: Podcast "Stan wyjątkowy" autorstwa Andrzeja Stankiewicza, Kamila Dziubki, Dominiki Długosz oraz Renaty Grochal otrzymał Nagrodę Publiczności w konkursie Podcast Roku 2023[102].
- Nagroda im. Macieja Płażyńskiego: Karolina Walczowska i Natalia Gomułka zostały nagrodzone w kategorii dziennikarz krajowy publikujący na tematy polonijne za reportaż "Mają chronić pracowników w Holandii, a »tworzą obozy«"[103][104].
- Kryształowe Pióra: Dagmara Pakuła otrzymała wyróżnienie za artykuł "Przeżyli raka jądra. »Inni faceci dopytują, jak jest potem w łóżku«"[105].
- Gold Inma Awards: Program Onet Rano zdobył nagrodę w kategorii Najlepszy pomysł na zwiększenie sprzedaży reklam[106].
- Effie Awards: Program wideo "Niezatrzymani" został uhonorowany brązową statuetką w kategorii Medicines & Supplements[107].

### 2022
- Superbrands Polska[108][109].
- Grand Press 2022: Jacek Harłukowicz i Janusz Schwertner zostali nagrodzeni w kategoriach News, Dziennikarstwo śledcze oraz Publicystyka za cykl "Afera w Polskim Związku Tenisowym"[110].
- Nagroda im. Macieja Płażyńskiego: Kamil Turecki został wyróżniony w kategorii dziennikarz krajowy za cykl publikacji o losach Polek i Polaków zamieszkałych w USA, którzy byli świadkami wydarzeń z 11 września 2001[111].
- Grand Video Awards 2022: Adrianna Omietańska, dziennikarka Onetu, zdobyła nagrodę za materiał wideo "Postanowiłam zadzwonić na telefon zaufania. Oto, co usłyszałam"[112].
- INMA Global Media Awards: Program "Onet Rano" został wyróżniony przez międzynarodową organizację International News Media Association[106].
- Innovation 2022: Program partnerski Onetu otrzymał brązową nagrodę w kategorii Innowacje w biznesie[113].
- Media Marketing Polska: Onet Audio zdobył tytuł "Platforma Podcastowa Roku" w 20. edycji konkursu dla mediów elektronicznych[114].
- VII Festiwal Filmów Odpowiedzialnych: Kampania społeczna Ofeminin, Forbes Women i Onet Kobieta #nieczekam107lat została uhonorowana Srebrną Tarczą[115].

### 2021
- Superbrands Polska: marka Onet otrzymała tytuł Superbrands Polska w 2021[116].
- Grand Press 2020, European Press Prize 2021: Janusz Schwertner z Onetu został nagrodzony za reportaż Miłość w czasach zarazy (2020) o stanie psychiatrii dziecięcej w Polsce, zaś sam reportaż zdobył uznanie w kilku konkursach, w tym Grand Press 2020 i European Press Prize 2021[117][118][119][120].
- Nagroda im. Dariusza Fikusa 2021: Janusz Schwertner został finalistą nagrody im. Dariusza Fikusa w 2021. Nominację otrzymał również Andrzej Stankiewicz za artykuł pt. „Koronawirusowi szulerzy z rządu. W starciu z zarazą polskie państwo skapitulowało” opublikowany na portalu Onet[121][122][123].
- Człowiek z pasją. Nagroda dziennikarska im. Zygmunta Moszkowicza: Janusz Schwertner zwyciężył w finale czwartej edycji konkursu "Człowiek z pasją. Nagroda dziennikarska im. Zygmunta Moszkowicza", organizowanego przez Interię[119][124].
- Nagroda Młodych Dziennikarzy im. Bartka Zdunka: Paulina Zywar z Onetu otrzymała nagrodę Młodych Dziennikarzy im. Bartka Zdunka w kategorii Reportaż po Debiucie za tekst pt. „Jakby się zabiła”[125][126].
- Polsko-Niemiecka Nagroda Dziennikarska im. Tadeusza Mazowieckiego: dziennikarze Onetu i Noizz – Patryk Motyka, Janusz Schwertner, Daniel Olczykowski, Dawid Serafin, Michał Bachowski, Paweł Korzeniowski i Witold Jurasz – zostali wyróżnieni w kategorii Multimedia za reportaż multimedialny Wysychamy[127].
- Kryształowe Pióra 2021: Janusz Schwertner i Witold Bereś zostali wyróżnieni za reportaż Smutny jakoś ten film[128].
- Grand Video Awards: Reportaż Ostry cień mgły Janusza Schwertnera zwyciężył w kategorii publicystyka, wideorozmowa. Inny reportaż Schwertnera, Krwawy biznes futerkowców, zdobył wyróżnienie za muzykę od Audio Network Polska[129][130].
- Stowarzyszenie Dziennikarzy RP: Tomasz Sekielski został uhonorowany główną nagrodą Stowarzyszenia Dziennikarzy RP, "Złotym Prusem", za swoje filmy dokumentalne "Tylko nie mów nikomu" oraz "Zabawa w chowanego." W tym samym konkursie Janusz Schwertner zdobył nagrodę "Zielonego Prusa" w kategorii Młody Dziennikarz, wyróżniając się jako obiecujący talent w dziennikarstwie[131].
- Nagroda im. Teresy Torańskiej: Mateusz Baczyński został jednym z laureatów VIII edycji konkursu za tekst "Historia kłamstwa. Jak szukano zabójców Iwony Cygan". Artykuł dziennikarza Onetu został nagrodzony w kategorii "Materiały Dziennikarskie". W tym samym konkursie nagrodę otrzymała Karolina Sulej za książkę "Rzeczy osobiste" wydanej w Wydawnictwie Czerwone i Czarne[132][133].
- Effie Awards 2021: Kampania #NiechŻyjePlaneta zdobyła srebrną statuetkę w kategorii "Positive Influence"[134][135].

### 2020
- Superbrands Polska: Marka Onet otrzymała tytuł Superbrands Polska w 2020[136].
- Best Stream Awards 2020: programy Onetu, w tym podcast Stan po Burzy oraz program wideo Onet Opinie, zostały uhonorowane nagrodami Best Stream Awards 2020[137].
- Międzynarodowe Stowarzyszenie Mediów Informacyjnych INMA: nominacja dla redakcji Onetu za kampanię społeczną #zostajęwdomu, która miała na celu wsparcie Polaków podczas pandemii COVID-19[120].

### 2017
- INMA Global Media Awards: Aplikacja Onetu została nagrodzona w kategorii Best Use of Mobile w konkursie INMA Global Media Awards 2017, który odbył się w Nowym Jorku[138].

### Partnerstwa
- Onet w ramach współpracy z UN Global Compact promuje ideę zrównoważonego rozwoju. W lipcu 2020 portal uruchomił akcję #NiechŻyjePlaneta, która stanowi polską odsłonę globalnej kampanii ActNow organizowanej przez Organizację Narodów Zjednoczonych. Celem tej akcji jest zachęcenie ludzi do wprowadzania proekologicznych zmian w codziennych nawykach[139][135].
- Marka Onet angażuje się w działania na rzecz największych organizacji pozarządowych w Polsce. Portal wspiera inicjatywy, takie jak Wielka Orkiestra Świątecznej Pomocy[140], Szlachetna Paczka[141] oraz Polska Akcja Humanitarna[142][22].
- Onet jest od 2023 roku partnerem medialnym gali Nagród Bukmacherskich